# Klarise
Klarise (Redovnice drugoretkinje sv. Franje Asiškoga, Red sv. Klare; lat. Moniales secundi ordinis S. Francisci Assisiensis, Ordo S. Clarae) su rimokatolički ženski kontemplativni i klauzurni crkveni red.

## Povijest
Red su 1212. osnovali sv. Franjo Asiški i sv. Klara Asiška. Nastao je iz nadahnuća koje je Gospodin dao sv. Franji Asiškom, da u Crkvi živi sveto Evanđelje. Sveta Klara, "biljčica" sv. Franje, postala je sudionica tog poziva, stoga je red sv. Klare drugi franjevački red, posvećen potpuno kontemplativnom životu. 
Poziv klarisa sličan je pozivu Marije u Crkvi. Marija u sjeni sudjeluje u otajstvu spasenja, dok Krist prolazi putovima izlažući se neprijateljskom jeruzalemskom mnoštvu. Nakon Duhova, dok su apostoli naviještali Radosnu vijest, Marija se nalazila u srcu Crkve i podupirala je svojom tihom kontemplacijom i ljubavlju. Zvanje klarisa čini sastavni dio franjevačkog poziva. Ono je čak prijeko potrebno da bi se ostvarile sve dimenzije nasljedovanja Krista, za čime Franjevački red teži. Postoje dvije dimenzije ljubavi, koja je uvijek u isti mah kontemplativna i uvijek aktivna. Jer "dok radi, sanja o odmoru s Ljubljenim, a u odmoru s njim sanja o tome da se baci u velike pothvate kako bi zasvjedočila svoju ljubav." (s. Ch. Augusta Z.). Stoga, dok sv. Franjo sa svojim drugovima "opijen Duhom" krstari putovima navješćujući Radosnu vijest, dotle Klara sa svojim sestrama u tišini i klauzuri samostana nasljeduje Bogo-Čovjeka, koji je trideset godina bio sakriven u svakodnevnom nazaretskom životu. Tako onu ljubav koju prima u kontemplaciji utjelovljuje u svakodnevnom jednostavnom, siromašnom i poniznom životu. Sestre, uronjene u Boga, ali noseći svijet u svom srcu, božanskim sokom hrane apostolat cijele Crkve. One svojim skrivenim služenjem postaju "majke grešnicima, sestre misionarima, pomoćnice svećenicima" (s. Teresa M.). A oni koji se u Crkvi posvećuju apostolatu, ostvaruju misionarski san sestara.
U svijetu trenutno ima oko 950 samostana klarisa s oko 20 000 redovnica. Svaki je samostan samostalan, ali se više samostana može udružiti u federacije, zatim u konfederacije. Generalni ministar Reda Manje Braće general je i klarisa. U Hrvatskoj djeluju tri samostana klarisa: u Zagrebu, Splitu i Požegi. U Bosni i Hercegovini nalazi se jedan samostan i to u Brestovskom kraj Kiseljaka.

## Znamenite klarise
- sv. Janja Praška
- sv. Veronika Giuliani
- sv. Koleta
- sv. Katarina Bolonjska
- sv. Janja Asiška
- sv. Alfonsa
- bl. Izabela iz Francuske